# Josef Hofbauer
Josef Hofbauer (Vienna, 20 febbraio 1901 – Vienna, 12 gennaio 1968) è stato un calciatore austriaco, di ruolo attaccante.

## Carriera

### Nazionale
Esordisce il 10 febbraio 1924 contro la Jugoslavia (1-4), segnando anche una marcatura.